# Direct Hits
Direct Hits — друга збірка англійської групи The Who, яка була випущена 1 жовтня 1968 року.

## Композиції
1. Bucket T – 2:08
2. I'm a Boy – 2:36
3. Pictures of Lily – 2:43
4. Doctor! Doctor! – 2:53
5. I Can See for Miles – 3:55
6. Substitute – 3:47
7. Happy Jack – 2:11
8. The Last Time – 2:50
9. In the City - 2:19
10. Call Me Lightning – 2:19
11. Mary Anne with the Shaky Hand – 2:05
12. Dogs – 3:03

## Склад
- Роджер Долтрі — вокал
- Джон Ентвістл — бас гітара, бек-вокал;
- Кенні Джонс — ударні
- Піт Таунсенд — гітара, синтезатори, фортепіано